# Thomas Fuchs (Politiker)

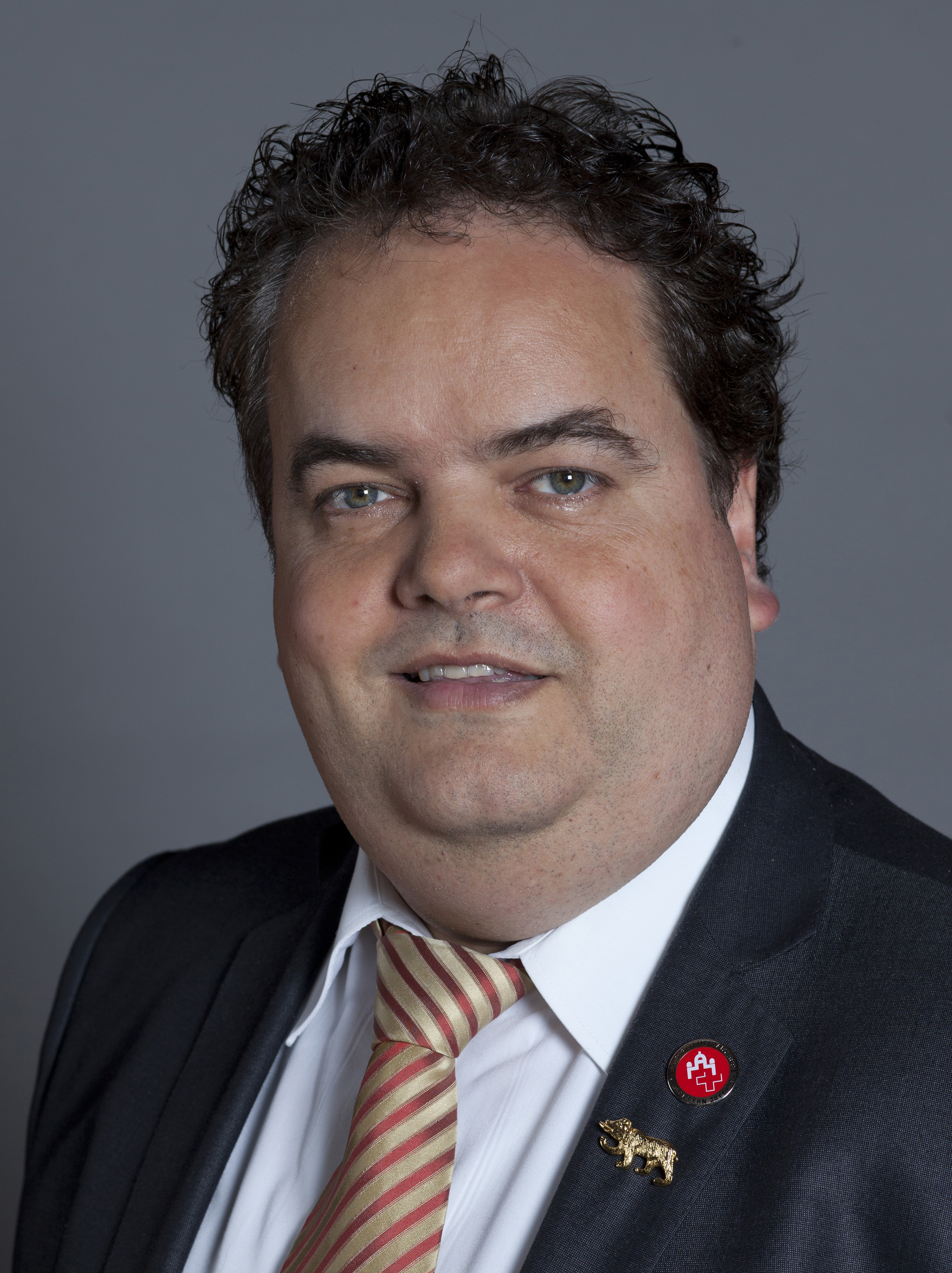
Thomas Fuchs (2011)

Thomas Fuchs (* 18. Juni 1966 in Bern; heimatberechtigt in Neuenegg) ist ein Schweizer Politiker (SVP). Seit 2022 ist er Berner Grossrat, zuvor bereits von 2002 bis 2018. Im Jahr 2011 war er Nationalrat.

## Beruf
Nach der Schulausbildung absolvierte Fuchs die Lehre bei der Hypothekarkasse des Kantons Bern. Später schloss er als diplomierter Immobilienverwalter mit eidgenössischem Fachausweis ab. Zwischenzeitlich arbeitete er in Form eines Stages bei der Privatbank Brown Brothers Harriman an der Wall Street in New York. Nach seiner Rückkehr in die Schweiz war er für die Berner Kantonalbank und die Schweizerische Volksbank als Kreditspezialist tätig. Nachdem er eine Ausbildung als Kaufmann HKG, dipl. Betriebswirtschafter HF, abgeschlossen hat, ist er seither als Kadermitglied und Kreditspezialist tätig.

## Politik
Ab 1995 war Fuchs Mitglied des Berner Stadtrats, bis er im Juni 2002 in den Grossrat gewählt wurde. Bis 2002 war Fuchs 1. Vizepräsident der Jungen SVP des Kantons Bern. Seither ist er Ehrenpräsident derselben Kantonalpartei sowie Ehrenmitglied der Jungen SVP Schweiz. Von 2010 bis 2018 war er Mitglied der Justizkommission. 2018 konnte er wegen einer parteiinternen Amtszeitbeschränkung der SVP nach vier Legislaturen nicht mehr zur Wahl antreten und schied aus dem Rat aus. 2020 trat Fuchs ohne Erfolg bei den Gemeinderatswahlen in Bern an. Von 2021 bis 2023 war er wieder im Stadtrat. Seit Mitte 2022 ist er wieder im Grossrat.
Fuchs ist Geschäftsführer der Berner Sektion des Bundes der Steuerzahler und Präsident der rechtsbürgerlichen Vereinigung Pro Libertate. Er kandidierte 2007 für den Nationalrat, wurde aber aufgrund von 263 fehlenden Stimmen nicht gewählt. Nach der Wahl von Adrian Amstutz in den Ständerat am 6. März 2011 wurde dessen Nationalratssitz für Fuchs frei. Bei den Wahlen vom 23. Oktober 2011 wurde er nicht wiedergewählt; diesmal fehlten ihm 6168 Stimmen.
Neben der politischen Tätigkeit hat Fuchs Funktionen in der Welt der Medien inne: Redaktor Schweizerzeit, Verleger Zeitung BernAktuell; Verleger Zeitung Die Idee.
Fuchs lebt offen homosexuell. Innerhalb seiner Partei war er Mitglied der Gruppe Gays in der SVP, einer konservativen LGBT-Vereinigung, in der er als deren Vertreter an mehreren Versionen des Zurich Pride Festivals teilnahm. Er ist Oberst in der Schweizer Armee und wohnt in Niederbottigen.